# فرودگاه شهری مریستاون
فرودگاه شهری مریستاون (به انگلیسی: Morristown Municipal Airport) یک فرودگاه همگانی با کد یاتا MMU است که یک باند فرود آسفالت دارد و طول باند آن ۱۸۲۸ متر است. این فرودگاه در کشور ایالات متحده آمریکا قرار دارد و در ارتفاع ۵۷ متری از سطح دریا واقع شده‌است.

## شرکت‌های هواپیمایی و مقصدهای پروازی

### مسافری
| شرکت‌های هواپیمایی | مقصدهای پروازی     | Refs  |
| ----------------- | ------------------ | ----- |
| التیمیت ایر شاتل  | شهری سینسنتی لونکن | [ ۱ ] |

### Top destinations (January 2015 – December 2015)[۲]
| Rank | City                   | Passengers | Carriers         |
| ---- | ---------------------- | ---------- | ---------------- |
| 1    | شهری سینسنتی لونکن     | 5,670      | التیمیت ایر شاتل |
| 2    | سینسیناتی/کنتاکی شمالی | 3,460      | التیمیت ایر شاتل |